# The O'Reilly Factor
The O'Reilly Factor, originalmente llamado The O'Reilly Report entre 1996 y 1998 y comúnmente llamado The Factor,  fue un programa de entrevistas estadounidense del Fox News Channel, conducido por el comentarista conservador Bill O'Reilly entre 1996 y 2017, quien a menudo discutía sobre temas políticos controversiales con invitados al programa. En el año 2014, el O'Reilly Factor era el programa de noticias de cable más visto en los Estados Unidos.

## Formato
The O'Reilly Factor era por lo general grabado con anticipación aunque, en raras ocasiones, algunos episodios eran presentados en directo si  existían noticias urgentes o si se cubrían algunos eventos especiales (por ejemplo, mensajes del presidente que tienen lugar en el horario estelar). Por lo general se grababa entre las 5:00 y las 7:00 PM Tiempo del Este de los Estados Unidos y salía al aire los días de semana a las 8:00 PM y 11:00 PM.  Algunos invitados eran entrevistados antes del periodo normal de grabación y se incluían en el programa según fuera apropiado.
O'Reilly y sus productores discuten sobre temas potenciales dos veces por semana. Uno de los productores investiga el tema y cita a invitados para O'Reilly, y un paquete de información es producido con posibles ángulos para que O'Reilly los examine. Para cada programa, O'Reilly, con la ayuda de su personal, produce un guion con las palabras para los segmentos "Talking Points Memo" y "Tip of the Day", y puntos de discusión y preguntas para los invitados que saldrán en el programa. El 2 de febrero de 2009 el programa fue lanzado en alta definición y trasladado al estudio que anteriormente era utilizado por el Fox Report.
La conductora de programa de radio Laura Ingraham es la actual moderadora regular de los invitados, aunque Mike Huckabee, Juan Williams, Monica Crowley, Eric Bolling, y Greg Gutfeld también han cumplido esta función.

## Segmentos
El programa está dividido en segmentos titulados, que aparecen en el siguiente orden general. No todos los segmentos forman parte de todos los programas, y ocasionalmente algunos segmentos se repiten.
- Truth Serum: A segment in which O'Reilly evaluates a statement made by a politician for truthfulness.
- Talking Points Memo: O'Reilly's commentary on a current event or the state of the country.
- Top Story: O'Reilly covers one of the important news stories of the day, with interviews with newsmakers, noted analysts, or Fox News Channel reporters. If there is nothing breaking, the Top Story will often expand on the subject covered in the Talking Points Memo with a guest that either rebuts or concurs with the memo.
- Impact: O'Reilly focuses on issues of crime and the law in this segment. Updates on criminal investigations, trials, and lawsuits are highlighted. Other times, issues relating to government relations and agencies are featured, as are stories about the Iraq War.
- Unresolved Problem: O'Reilly focuses on an issue that he feels is not sufficiently covered by other media.
- Personal Story: O'Reilly invites an author of a best selling book, a newsmaker thrust into the spotlight, someone who has experienced an event currently in the news, or someone who has interviewed a newsmaker.
- Factor Follow-Up: O'Reilly revisits an issue discussed in a previous edition of the Factor.
- Back of the Book: Various topics will be placed in this segment, which is one of the last segments (hence the name). Two examples are "Reality Check" and the "Great American Culture Quiz", in which O'Reilly quizzes two Fox News colleagues (usually Steve Doocy and Martha MacCallum) on pop culture.
- Factor Mail: O'Reilly reads brief snippets of Email sent to him. He frequently puts together letters that have opposite viewpoints on a particular segment. For instance, one letter will say O'Reilly was excessively lenient toward a guest while the next will say he was excessively hard on him. He will also frequently read out a short verse, usually a limerick.
- Pinheads and Patriots: A segment where O'Reilly praises someone he feels has done good things for the country or the culture, while chastising someone else he feels is committing specific harm or has simply made some sort of embarrassing blunder.  In an experimental version of the segment, during early 2011, O'Reilly would roll a clip and the viewers would vote on whether the people in clip were "Patriotic" or "Pinheaded"; the new format was eventually scrapped and O'Reilly returned to declaring his "Pinheads" and "Patriots" unilaterally. The segment was retired in July 2012 and replaced with Tip of the Day. (Although "Pinheads of the Week" has since become a semi-regular segment on the show, somewhat replacing the daily segment.)
- What the Heck Just Happened?: Bill talks with comedian Greg Gutfeld and talk-radio personality Bernard McGuirk about odd news stories of the week, or just to get their unique perspective on current events. Usually airs at the bottom of the hour each Friday, often accompanied with a bonus segment called "Pinheads of the Week."
- Tip of the Day: At the end of each broadcast O'Reilly shares words of wisdom on daily living.

## Audiencia
A principios de 2009 los índices de audiencia de audiencia del programa se incrementaron. En julio de 2009, Hal Boedeker blogueó que The O'Reilly Factor había alcanzado un máximo de 3,1 millones de televidentes, lo cual era un incremento del 37% en relación con el año anterior. En septiembre de 2009, The O'Reilly Factor fue el programa de cable más visto por 106 semanas consecutivas.

### Elección presidencial de 2008
Bill O'Reilly había tratado durante años de conseguir que Hillary Clinton vaya al programa. El 30 de abril de 2008, Clinton estuvo de acuerdo en participar del programa como parte de una entrevista pregrabada que saldría al aire en un periodo de dos días. O'Reilly también hizo una entrevista exclusiva en cuatro partes con el en ese entonces candidato presidencial Barack Obama. Ambas entrevistas atrajeron mucha atención de la prensa en general ya que ellos eran los principales contendientes en la elección de 2008. En el mismo cicllo electoral, Ron Paul y O'Reilly tuvieron un acalorado debate sobre el tema de Irán. La candidata republicana a la vicepresidencia en 2008, Sarah Palin, y el en ese entonces candidato demócrata Joe Biden, también fueron invitados al programa pero no llegaron a participar del mismo.

## Invitados
El primer invitado de O'Reilly fue el General estadounidense Barry McCaffrey, en ese entonces el director de la Oficina de la Política Nacional para el Control de Drogas (conocido comúnmente como el "Zar Antidrogas"). A lo largo de los años, muchas otras figuras políticas y celebridades de renombre han estado en el programa en forma regular.

### Invitados frecuentes
- Tanya Acker, estratega demócrata
- Glenn Beck, presentador conservador de un programa de radio, fundador de TheBlaze, y expresentador de Fox News Channel
- Lou Dobbs, presentador de "Lou Dobbs Tonight" en Fox Business Network; expresentador de noticias de CNN
- Medea Benjamin, cofundadora de Code Pink
- Tammy Bruce, escritora, presentadora de radio y colaboradora de Fox News
- Amanda Carpenter, reportera de política nacional de Townhall.com
- Neil Cavuto, presentador de Your World with Neil Cavuto, presentador de noticias en Fox Business Network, y consultor frecuente en temas financieros
- Alan Colmes, comentarista liberal, presentador de radio y colaborador en temas políticos de Fox News Channel
- Ann Coulter, columinsta y comentarista conservadora
- Monica Crowley, comentarista política de radio y televisión
- Jill Dobson, editora de noticias de Star Magazine
- Steve Doocy, copresentador de Fox and Friends
- Newt Gingrich, ex Presidente de la Cámara de Representantes
- Bernard Goldberg, ex corresponsal de CBS y analista de prensa
- Greg Gutfeld, presentador de Red Eye w/ Greg Gutfeld
- Mary Katharine Ham, bloguera y experta en internet
- Marc Lamont Hill, profesor junior de Educación Urbana en Temple University
- Margaret Hoover, consultora republicana; pariente del expresidente Herbert Hoover